# Južni-centralni plateau jezici
Južni-centralni plateau jezici, podskupina od  (6) nigersko-kongoanskih jezika na području Nigerije, koji čine ogranak šire skupine centralnih plateau jezika. Njima je nekada klasificiran i jezik firan [fir] koji je danas jedini predstavnik izerske podskupine. Jezik izere čiji je stari identifikator bio [fiz], podijeljen je na dva jezika 2008 godine, to su ganang [gne] i izere, novi identifikator [izr]. Drugi novopriznati jezik (2007) je cen. Predstavnici su:
- cen [cen], 2.000
- ganang ili gashish [gne], 3.000 (2007),
- irigwe [iri], 40.000 (1985 UBS).
- izere [izr], 50.000 (1993 SIL).
- jju (ili kaje) [kaj], 300.000 (1988 SIL).
- tyap [kcg], 	130.000 (1993 SIL).

## Vanjske poveznice
- Ethnologue (14th)
- Ethnologue (15th)